# Lüstersud
Ein Lüstersud (von italienisch lustro für Glanz und Sud heiße Lösung) ist eine Lösung zum Einfärben von Metalloberflächen.
Lüstersud enthält stets ein oder mehrere Schwermetalle, die stabile farbige Sulfide bilden. Meistens wird eine Blei(II)-Verbindung oder ein Kupfersalz (Sulfat, Acetat oder Tartrat) verwendet. Sehr oft kommt Thiosulfat zum Einsatz, das es erlaubt, das Sulfid relativ langsam abzuscheiden. Ein klassisches Rezept auf Bleibasis ist:
- 120 g/l Natriumthiosulfat
- 40 g/l Blei(II)-acetat

Im Gegensatz zu Patinierlösungen für Kupfer und Bronze z. B. auf Sulfidbasis, die direkt mit dem Kupfer des Basismaterials reagieren, um farbige Sulfide zu bilden, wird beim Lüstersud ein Metall zugegeben, das auf der Oberfläche abgeschieden wird und es erlaubt, Metalloberflächen wie Messing zu färben, auf denen die direkte Färbung versagt.
Die Arbeitstemperatur liegt in der Regel bei 60–70 °C, die Einwirkzeit im Bereich von Sekunden bis Minuten. Es gibt auch Lüstersud-Zusammensetzungen, die kalt einwirken (mit Prozesszeiten von Stunden).
Lüstersude scheiden auf der Oberfläche dünne Sulfid- oder Oxidschichten ab, deren Dicke mit der Expositionszeit wächst. Die Farben entstehen durch Interferenz von Lichtwellen und durchlaufen nacheinander verschiedene Tönungen von goldgelb über rot, rotviolett, stahlblau, hellblau bis hellgrau. Die Metalloberfläche muss vor der Färbung gründlich gereinigt und entfettet werden (beispielsweise mit Wiener Kalk). Erst dann können die Gegenstände ins Färbebad gebracht werden. Zum Färben eignen sich alle Metalle (Aluminium nur bedingt), vor allem aber Kupfer und Messing. Die goldgelbe Einfärbung von Messing wird auch als falsche bzw. französische Vergoldung bezeichnet.